# Janko Mežik
Janko Mežik, slovenski smučarski skakalec, * 23. september 1921, Kranjska Gora, † 8. marec 1998, Ljubljana.
Mežik je za Jugoslavijo nastopil na Zimskih olimpijskih igrah 1948 v St. Moritzu in zasedel 43. mesto.